# 4014 Heizman
4014 Heizman eller 1979 SG10 är en asteroid i huvudbältet som upptäcktes den 28 september 1979 av den rysk-sovjetiske astronomen Nikolaj Tjernych vid Krims astrofysiska observatorium på Krim. Den har fått sitt namn efter Leonie och Charles L. Heizman.
Asteroiden har en diameter på ungefär 36 kilometer och tillhör asteroidgruppen Cybele.